# Magnolia (film)
Magnolia je americký dramatický film, který napsal, spolu-produkoval a režíroval Paul Thomas Anderson. Ve filmu hrají: Jeremy Blackman, Tom Cruise, Melinda Dillon, Philip Baker Hall, Philip Seymour Hoffman, Ricky Jay, William H. Macy, Alfred Molina, Julianne Moore, John C. Reilly, Jason Robards a Melora Walters.
Film je mozaikou devíti vzájemně propojených postav a jejich příběhů. Třeba jako umírajícího otce, televizního producenta a jeho ženy, která je závislá na lécích. Jeho slavného syna, který učí muže, jak svádět ženy a lámat jejich srdce „Seduce and Destroy". Chlapec s neuvěřitelnou pamětí. Ohleduplný ošetřovatel. Policista toužící po lásce. Muž, který byl v dětství považován za génia a nyní se těžce smiřuje se svou upadající existencí. Smrtelně nemocného moderátora televizní soutěže a jeho ztracené dcery. Tyto postavy a jejich blízcí se dostávají, dílem absurdních náhod do nečekaných situací, které mění jejich životy a vedou je skrze pekelný očistec k naději na nový a lepší život. Postavy hledají štěstí, odpuštění a smysl života.
Film Magnolia byl pozitivně přijat recenzenty. Kritici ocenili jeho děj, směr, vyprávění, ambice, stejně jako soundtrack, který někteří shledávali jako příliš dlouhý a melodramatický. Tom Cruise byl nominován na za nejlepší mužský herecký výkon ve vedlejší roli při udílení 72. ročníků cen Oscar, získal cenu Zlatý glóbus v roce 2000. Film získal cenu Zlatý medvěd na filmovém festivalu v Berlíně. Tento film byl poslední, ve kterém si zahrál herec Jason Robards.

## Děj

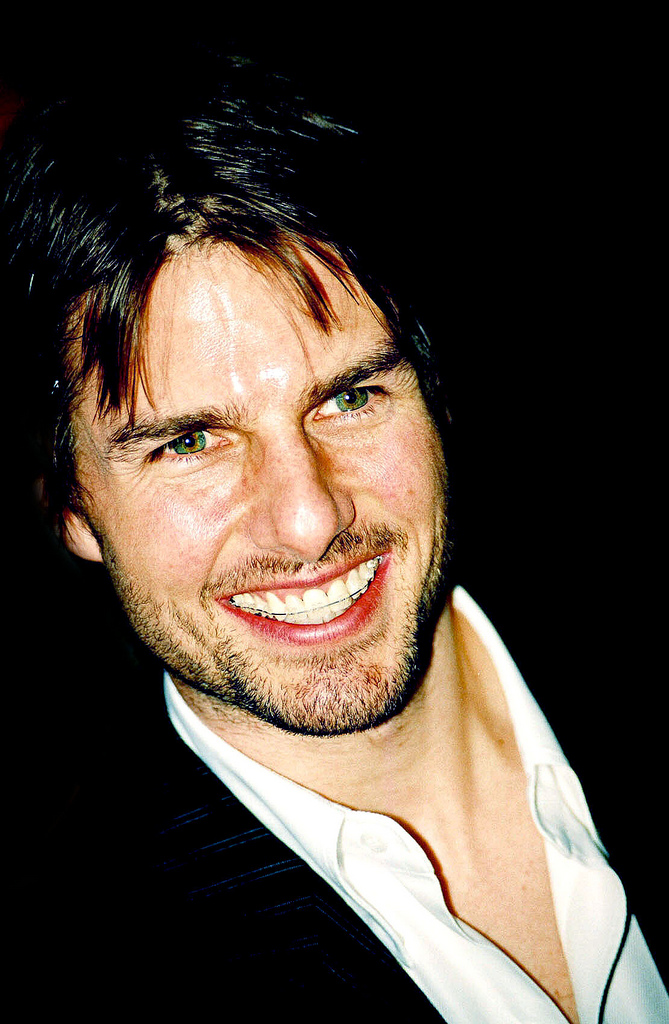
Tom Criuse (2000)

V úvodu filmu režisér a scenárista Paul Thomas Anderson odvypráví tři příběhy. V jednom poskládá příjmení známých zločinců do názvu ulice, v níž spáchali vraždu. Ve druhém příběhu vypráví o mrtvém potápěči, kterého našli na stromě. V posledním vypráví o neúspěšný pokusu o sebevraždu, která je překlasifikována na spoluvinu v případě vlastní vraždy. Všechny příběhy mají být demonstrací toho, že některé věci, ať už jsou sebevíc bizarní a nepravděpodobné, se někdy prostě stávají. Cílem režiséra je přimět diváka, aby se stal více otevřený k nečekaným událostem. Současně chce diváka přimět k tomu, aby přistoupil na jeho pravidla hry a nechal se vtáhnout do děje a unášet sledem události, které mají jen malou šanci, že by se skutečně staly, a když už by se staly, tak pouze ve filmu.
Policejní důstojník Jim Kurring vyšetřuje nahlášený zločin a ve skříni najde tělo mrtvé ženy. Dixon, chlapec ze sousedního bytu, se mu snaží říct, kdo tu ženu zavraždil, ale Jim jej odmítne vyslyšet. Jim jde do bytu Claudie Wilsonové. Claudini sousedi volali policii poté, co ona měla potyčku s jejím otcem. V televizní dětské soutěži je hostem Jimmy Gator, hraje hlasitá hudba a Claudie šňupe kokain. Jim nevěděl o její závislosti, ona jej přesto přitahuje. Ptá se jí, zda by šla na schůzku, ona odpoví, že ano.
Jimmy, host v nekonečném kvízu s názvem Co děti vědí? (anglicky What Do Kids Know?), má rakovinu a před sebou jen pár měsíců života. Ten večer se poprvé v show představí nové zázračné, jde o Stanleye Spectora. Jeho otec jej pronásleduje, protože chce získat peníze z jeho výher, současně je Stanley ponižován okolními dospělými, když jej odmítají během komerční přestávky pustit do koupelny. Když show opět začne, pomočí se, ztuhne, cítí se ponížen, protože si uvědomí co se stalo. Jimmy, přestože je nemocný, se opije, vstoupí na scénu, kde se zhroutí, přesto požaduje, aby show pokrčovala dále. Stanley se odmítá vrátit do posledního kola.
Donnie Smith, bývalý šampion Co děti vědí? (anglicky What Do Kids Know?), sleduje show z baru. Donnieho rodiče utratili všechny peníze, které vyhráli jako dítě. Při zásahu blesku došlo k poškození jeho psychiky. Právě byl propuštěn z práce u firmy Solomon & Solomon, což je obchod s elektronikou, protože neustále přicházel pozdě a jeho prodeje byly nízké. Je posedlý tím, že chce mít krásné rovné zuby, ale nemá peníze na rovnátka. Vymýšlí plán, jak se dostat do firmy, aby mohl ukrást nějaké peníze svým bývalým šéfům.

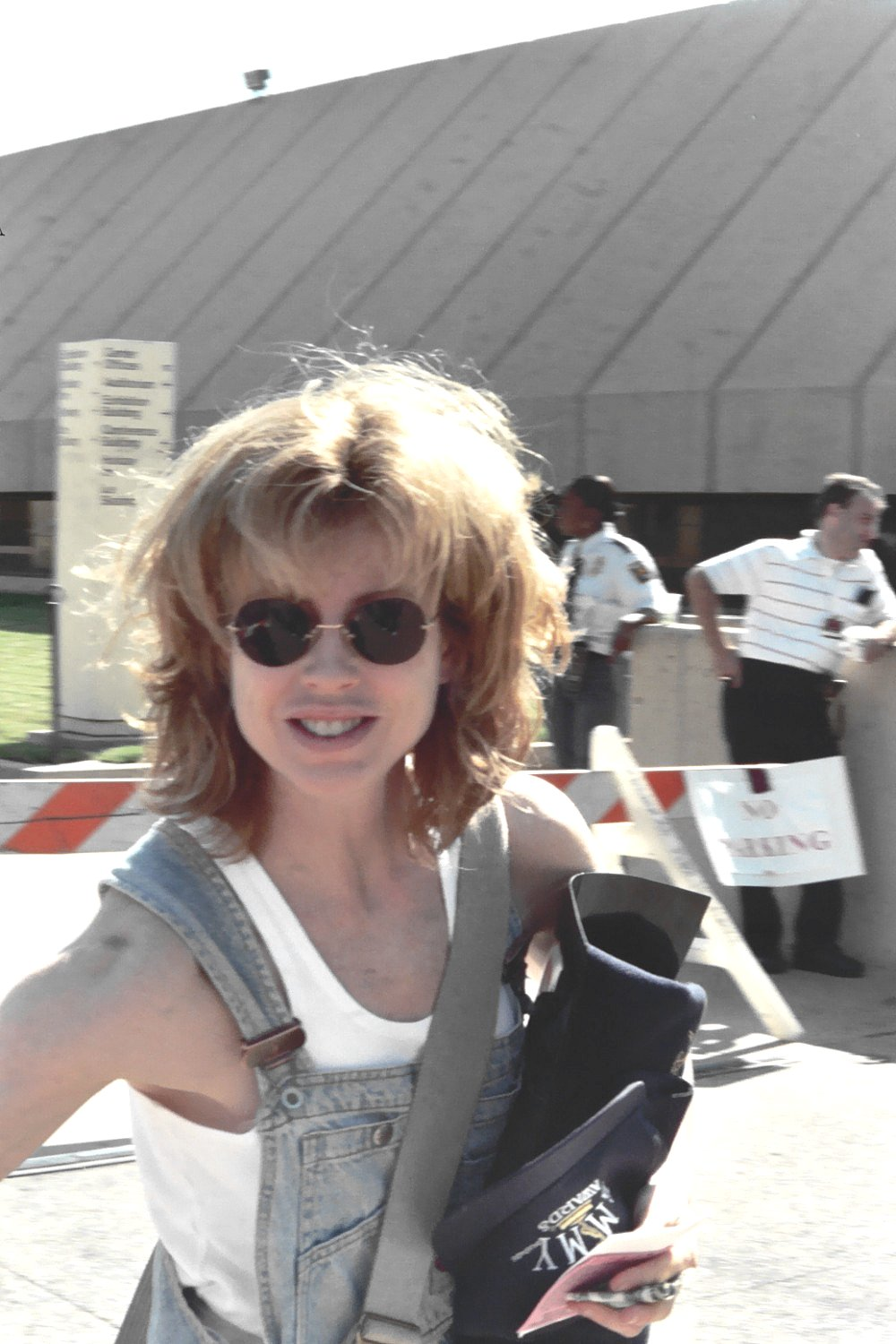
Julianne Moore (1994)

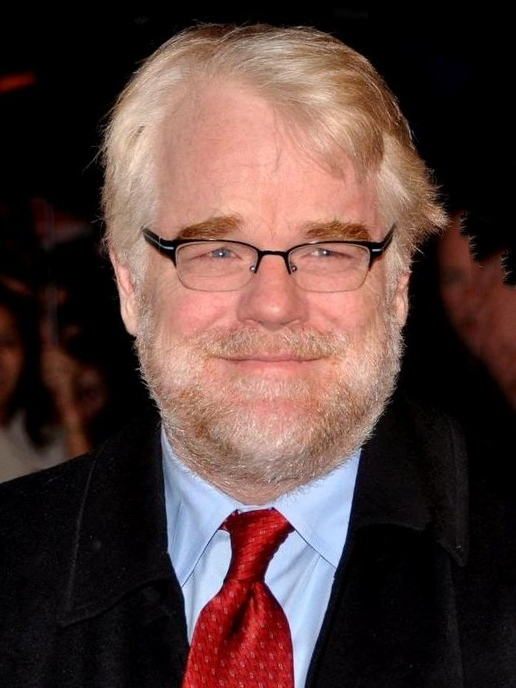
Philip Seymour Hoffman (2011)

Bývalý producent show, Earl Partridge, má také rakovinu. Earlova sexy manželka Linda mu krade recepty, na které má předepsané morfium, když je ošetřován Philem Parmou. Earl požádá Phila, aby našel jeho odcizeného syna, Franka Mackeyho, který je nyní motivační řečník, a který vyučuje kurz svádění. Frank s pomocí televize a teleshoppingu vybudoval impérium. Frank je právě uprostřed rozhovoru s novinářem, který mu odhaluje, že ví, že jeho otec umírá na rakovinu a že on se bude muset postarat o svou matku. Frank vybouchne vzteky právě v okamžiku, kdy se k němu dostane Phil.
Linda jde za Earlovým právníkem a prosí jej, aby přiměl Earla změnit poslední vůli. Připouští, že se provdala za Earla pro peníze, ale že ho teď miluje. Advokát jí navrhuje, aby se vzdala nároku na dědictví a odmítla Earlovy peníze, které by pak dostal Frank. Linda odmítá jeho radu a odchází naštvaná. Linda nadává Philovi, že hledá Franka, ale později se mu omlouvá. Jde na parkoviště, kde zapije hrst léků na předpis alkoholem. Dixon najde Lindu v jejím autě, je téměř bez známek života, zavolá sanitku a vezme ji peníze z kabelky.
Jim před schůzkou s Claudií pronásleduje zločince, několikrát vystřelí a při pronásledování ztratí zbraň. Když se setká s Claudií, domluví se, že k sobě budou upřímní, a přizná se jí, že je policista, a že nebyl na rande od doby, co se před třemi lety rozvedl. Claudia mu říká, že ji bude asi kvůli jejím problémům nenávidět, ale Jim ji ujišťuje, že na její minulosti nezáleží. Políbí ji, ale ona uteče.
Jimmy Gator jde domů ke své ženě Rose a přiznává se jí, že ji podváděl. Jimmy se ptá se, proč s ním Claudia nemluví, Rose Jimmymu přiznává, že Claudia věří, že ji jako malou sexuálně zneužíval a týral. Rose chce vědět, zda je to pravda, ale Jimmy říká, že si nepamatuje, zda Claudii někdy zneužíval a týral. Rose řekne Jimymu, že si zaslouží, aby zemřel sám, a odchází od něj. Jimy se rozhodne zabít.
Donnie ukradne peníze z sejfu firmy Solomon & Solomon. Když se později rozhodne, že peníze vrátí, již nemůže, protože se mu zasekl klíč v zámku a on nemůže odemknout. Leze po požárním schodišti, aby se dostal na střechu, kde vidí Jima. Náhle z nebe začnou padat žáby, stane se něco, co má dalekosáhlé důsledky: když se Jimy chystá zabít, propadne několik žab světlíkem, jedna mu spadne na ruku zrovna ve chvíli, kdy chce zmáčknout spoušť, výstřel zasáhne televizi, která způsobí zkrat a požár v domě; Rose havaruje se svým autem, když jede za Claudii, jde k ní a obě se smíří, na střechu auta padají další žáby; Stanley se schoval ve školní knihovně a v úžasu sleduje padající žáby; na Donnieho spadne žába v okamžiku, kdy se snaží dostat zpět do obchodu, uklouzne, přičemž si vybije všechny zuby, jde se schovat pod střechu čerpací stanice, kde je Jim; Frank vyčítá Earlovi, že byl mizerný otec, Earl, omámený morfiem umírá, Frank sleduje padající žáby; sanitka, která veze Lindu, dostane na cestě plné žab smyk a havaruje.
Jim poradí Donniemu jak dál, a pomůže mu vrátit peníze; jeho ztracená zbraň náhle spadne z nebe. Když jde Stanley spát, řekne otci, že k němu musí být lepší, ale jeho otec jej ignoruje a řekne mu, aby šel do postele. Jim chce vidět Claudii, říká jí, že chce urovnat věci mezi nimi, ona se místo odpovědi jen usměje. Frank jde do nemocnice za Lindou, která se zotavuje z pokusu o sebevraždu. Je slyšet jak Stanley stále opakuje: „Opravdu se to všechno děje. Opravdu se to všechno děje.“

## Obsazení

### Devět klíčových postav filmu
Celý film se točí kolem devíti hlavních postav filmu a vztazích mezi nimi, v průběhu jednoho dne. Jmenovitě se jedná o: Earla Partridge (Jason Robards), Lindu Partridgeovou (Julianne Moore), Phila Parmu (Philip Seymour Hoffman), Franka T.J. Mackeye (Tom Cruise), Jimmyho Gatora (Philip Baker Hall), Claudii Wilsonovou (Melora Walters), Stanleye Spectora (Jeremy Blackman), "Quiz Kid" Donnieho Smitha (William H. Macy), Jima Kurringa (John C. Reilly).

### Herci
| Ricky Jay              | Burt Ramsey, vyprávěč |
| Jason Robards          | Earl Partridge, mediální magnát, umírající na rakovinu                                                                       |
| Julianne Moore         | Linda Partridge, manželka Earla Partridge, která je také závislá na lécích                                                   |
| Philip Seymour Hoffman | Phil Parma, ošetřovatel Earla Partridge                                                                                      |
| Tom Cruise             | Frank T.J. Mackey, ztracený syn Earla Partridge, mistr muffinů a autor systému „Sveď a znič" (anglicky „Seduce and Destroy") |
| Philip Baker Hall      | Jimmy Gator, policejní důstojník, umírající na rakovinu                                                                      |
| Thomas Jane            | jako mladý Jimmy Gator |
| Melora Walters         | Claudia Wilson Gator, ztracená dcera Jima Gatora                                                                             |
| Jeremy Blackman        | Stanley Spector, dětská hvězda kvízu                                                                                         |
| William H. Macy        | "Quiz Kid" Donnie Smith, bývalá hvězda kvízu                                                                                 |
| Benjamin Niedens       | jako mladý Donnie Smith |
| John C. Reilly         | Jim Kurring, policejní důstojník                                                                                             |
| Melinda Dillon         | Rose Gator |
| April Grace            | Gwenovier |
| Luis Guzman            | Luis |
| Alfred Molina          | Solomon Solomon |
| Michael Murphy         | Alan Kligman, Esq. |
| Michael Bowen          | Rick Spector |
| Henry Gibson           | Thurston Howell |
| Felicity Huffmanová    | Cynthia |
| Eileen Ryan            | Mary |
| Danny Wells            | Dick Jennings |
| Miriam Margoyles       | Faye Barringer |

## Produkce

### Příprava
Práce na tomto filmu začala při dokončování filmu Hříšné noci (anglicky Boogie Nights, 1997). Po kladné kritice a finančním úspěchu filmu Hříšné noci, který byl distribuován New Line Cinema, bylo Andersonovi naznačeno, že může dělat filmy, jaké chce a on si uvědomil, že: „Byl jsem v pozici, ve které již zřejmě nikdy nebudu." Michael De Luca, vedoucí výroby v New Line Cinema, udělal s Andersonem dohodu na natáčení filmu Magnolia, šlo o právo veta pro finální verzi, aniž by De Luca věděl více o filmu. Původně chtěl Anderson natočit film, který byl „komorní a malometrážní", něco, co by mohl natočit za 30 dní. Nápad na název Magnolia měl dřív, než začal psát scénář.
Při psáni scénáře s pracovním názvem „kept blossoming" si uvědomil, že je zde mnoho herců, které by chtěl obsadit a rozhodl se napsat scénář „pro natáčení s epickou rotací, kde nutně nemusí být epické sebezpytování". Chtěl „udělat epický, nadčasový film, který by se odehrával v údolí San Fernando". Anderson začal seznamem obrazů, slov a myšlenek, které pak „začne skládat do sekvencí a záběrů a dialogů“., včetně herců a hudby. První obraz, který měl pro film, byl usměvavý obličej herečky Melory Waltersové. Další obraz, který jej napadl byl Philip Baker Hall jako její otec. Anderson si představoval, jak Hall jde po schodech do jejího bytu, kde dojde k vzájemné slovní konfrontaci. Anderson také provedl vlastní výzkum na téma magnolie a našel spojitost, mezi konzumací stromové kůry a léčbou rakoviny.

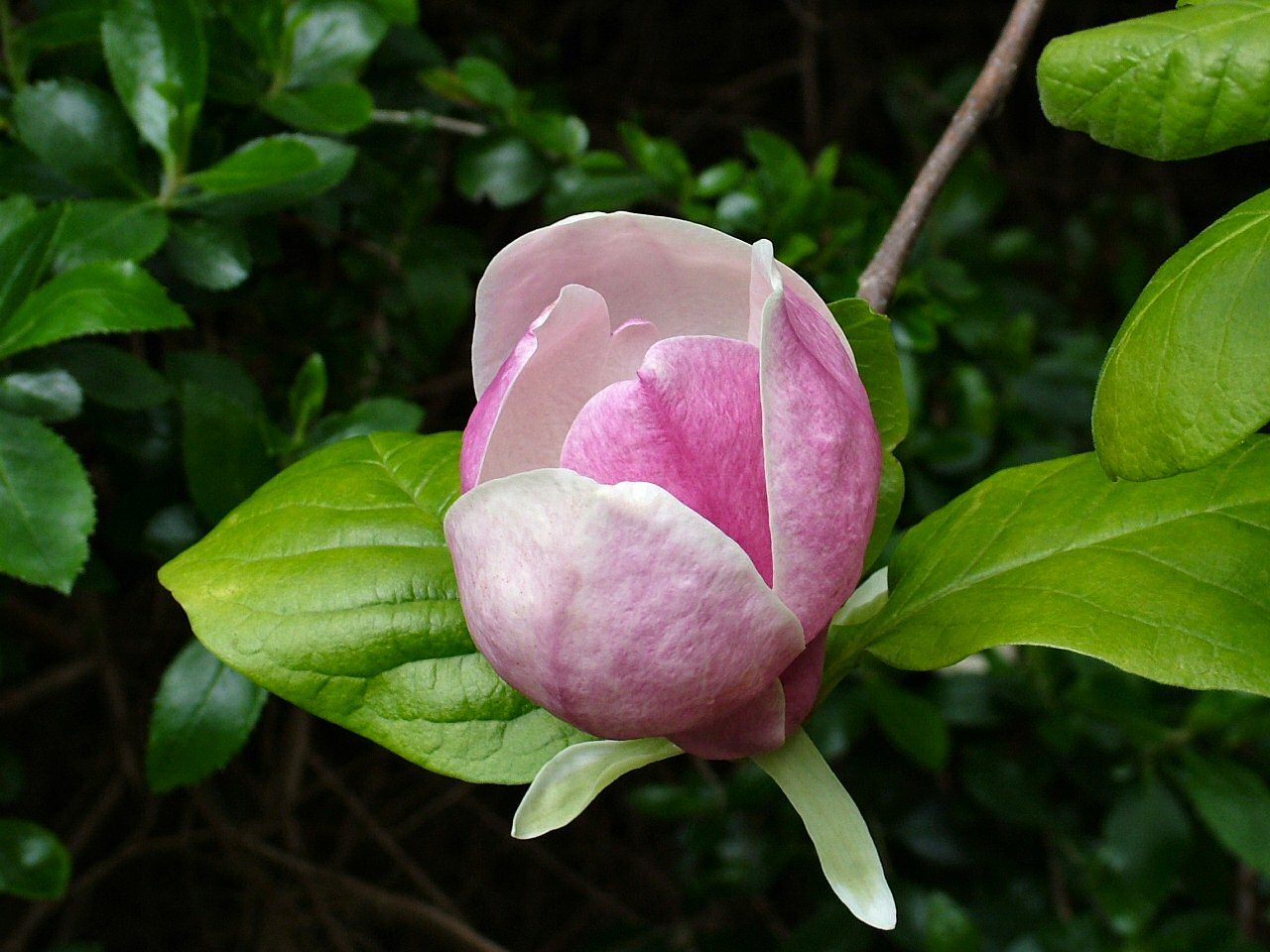
Magnolia, kultivar soulangeana blossom

Předtím, než se Anderson stal filmařem, nějaký čas pracoval jako asistent televizní show Co děti vědí? (anglicky What Do Kids Know?). Tato zkušenost jej ovlivnila natolik, že ji zařadil do scénáře. V rozhovorech později přiznal, že film byl strukturovaný jako např. klip Beatles „A Day in the Life". Producenti zhlédli několik filmů s barevnými paletami, tyto filmy byly emočně příjemné, analyzovali, jak se to dříve natáčelo a pak to použili ve filmu. Chtěli také evokovat barvy květu magnólie: zelenou, hnědou a bílou. Pro část prologu Anderson použil klasickou kameru z roku 1911, jakou požíval např. Pathé. Někteří herci byli nervózní z toho, když zpívali text písně „Wise Up", takže Anderson začal zpívat jako první a nastavil tempo, ke kterému se ostatní přidali.
Anderson a New Line údajně měli intenzivní diskuzi na to, jak by se měl film propagovat. Anderson se domníval, že studio neodvedlo svou práci, jako v případě Hříšné noci (anglicky Boogie Nights, 1997), rovněž se mu nelíbil plakát a trailer. Navrhl vlastní plakát a rovněž sestříhal trailer. Podílel se na sestavení skladeb pro zvukový podtext filmu a tlačil na New Line, aby předešel exponování Cruise nad práci ostatní herců. Nakonec dosáhl úspěchu, ale jak později řekl: „Musel jsem se naučit bojovat, aniž bych byl blbec. Byl jsem trochu jako miminko. V okamžiku konfliktu jsem se choval jako malý. Hned jsem začal brečet"
Anderson je známý tím, že ve svých filmech pracuje s délkou, pohybuje se ve značných vzdálenostech s komplexními pohyby a přechody herců a pozadí. Tyto dlouhé záběry byly také v Magnolii, nejpozoruhodnější je, kdy Stanley Spector přijde do studia, kde se nahrává show, tento záběr trvá 12 minut a 15 vteřin, kamera plynule prochází několika místnostmi a chodbami, vč. přechodu k různým postavám filmu.

### Scénář

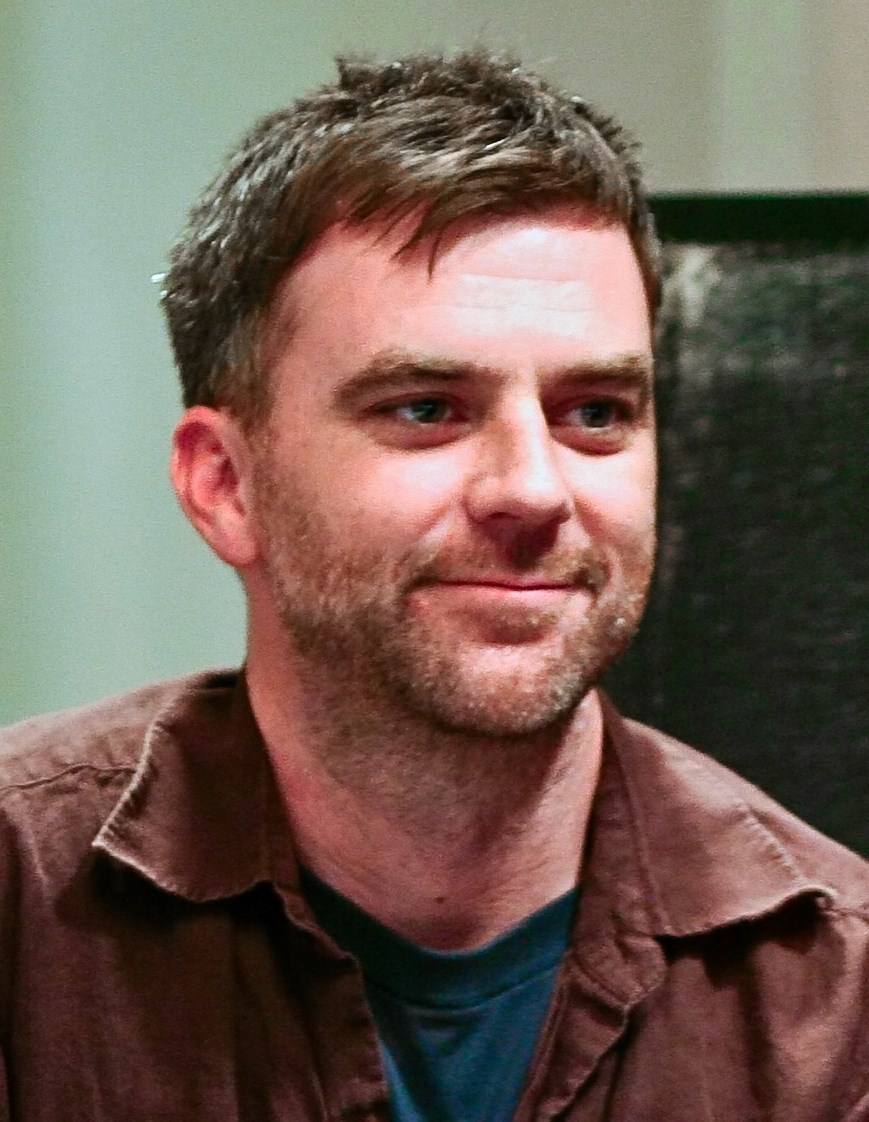
Paul Thomas Anderson (2007)

Než Anderson začal psát scénář poslouchal písně Aimee Mann. Použil její dvě sólová alba a několik demo skladeb z alba, na kterém pracovala, pro základ a inspiraci. Zvláště její píseň „Deathly" z alba Bachelor No. 2 or, the Last Remains of the Dodo, jej inspirovala k vytvoření charakteristiky postavy Claudie. V jedné scéně Claudia použije část lyrického textu písně pro dialog ve filmu: „Now that I've met you. Would you object to. Never seeing each other again".
Postava Jima Kurringa vznikla v létě 1998, kdy herci Johnu C. Reillymu dorostl knír, a začal vypadat jako klasický policista. On a Anderson udělali také několik parodií na televizní seriál Policie v akci USA (anglicky Cops, 1989), kdy s režisérem naháněli na ulicích J. C. Reillyho a natáčeli jej videokamerou. Herečka Jennifer Jason Leigh se objevila v jednom z těchto videí. Některé z replik postavy Jima Kurringa vznikly právě v této době. Tentokrát chtěl Reilly dělat něco jiného a řekl Andersonovi, že: „Vždy jsem byl obsazen do rolí dutých, nebo polo-retardované dětinských mužů. Nemůžete mi dát do role něco, abych mohl vytvářet i vztah, např. zamilovat se do dívky?" Anderson také chtěl, aby byl Reilly v romantické poloze, protože to bylo něco, co doposud jako herec nedělal.
Pro Philipa Seymoura Hoffmana Anderson připravil postavu, tedy aby hrál „opravdu jednoduchou, nekomplikovanou, pečující postavu". Herec popsal svou postavu jako někoho, kdo: „je pyšný na to, že se každý den zabývá životem a smrtí“. Pro Julianne Mooreovou napsal roli, aby mohla hrát ženu, co má divoký charakter, podpořený závislostí na lécích. Podle herečky: „Linda neví, kdo je, nebo co cítí, ale když už, tak to může pojmenovat jen těmi nejvulgárnějšími slovy, které existují.“ V případě Williama H. Macyho, Anderson vycítil, že se tento herec bojí velkých, emocionálních částí a napsal pro něj „velkou, dojemnou, emotivní roli“.
Přesvědčivé bylo, když v rozhovoru k filmu, herec Philip Baker Hall vysvětloval, že zažil podobnou scénu s deštěm žab, když byl v Itálii, v horách a tam jej zastihlo špatné počasí, kdy z nebe mimo deště a sněhu, padaly také malé žabky. Hall musel odbočit ze silnice, dokud se bouře nezklidnila, později v rozhovoru uvedl, že postavu Jimmyho Gatora založil na osobnostech televizního života, které znal v reálném životě, jako byl třeba Bob Barker a Arthur Godfrey. Déšť žab byl inspirován pracemi Charlese Forta a Anderson prohlašuje, že on nevěděl, že se o tomto píše také v Bibli, když psal první verzi scénáře. V době, kdy přišel na představu o dešti žab, řekl, že: „byl jsem ve zvláštním období" a začal jsem chápat, „proč se lidé obracejí k náboženství v časech potíží, a možná to je má forma nalezení náboženství, když jsem četl o deštích žab, tak jsem si uvědomoval, že mi to nějak dává smysl.“

### Casting

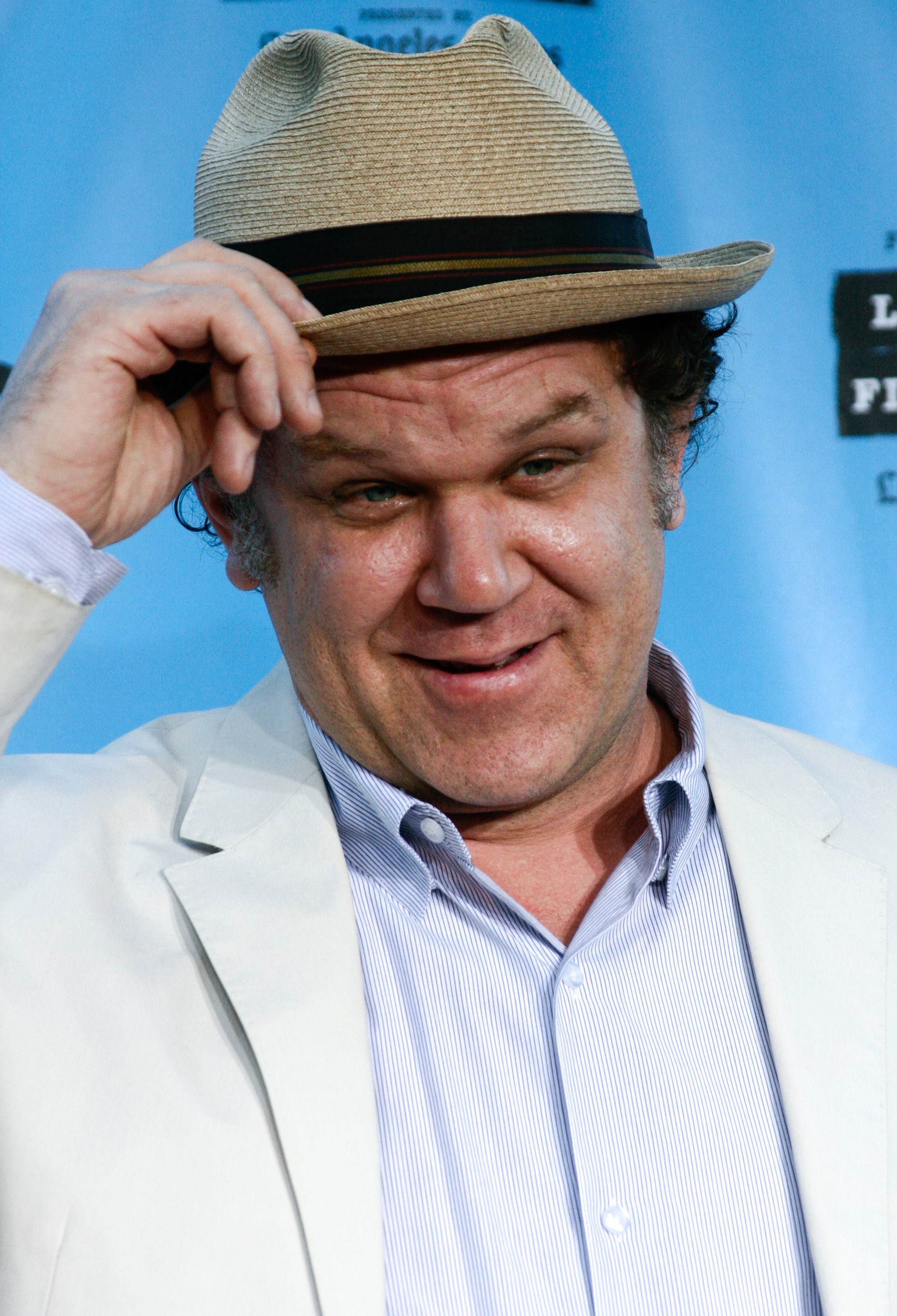
John C. Reilly (2009)

Tom Cruise byl fanouškem předchozího Andersonova filmu, Hříšné noci, kontaktoval filmaře v době kdy natáčel film Spalující touha (anglicky Eyes Wide Shut, 1999) se Stanleyem Kubrickem. Anderson se setkal s Cruisem při natáčení tohoto filmu, Cruise mu řekl, aby na něj myslel s dalším filmem. Poté, co Anderson dokončil scénář, poslal Cruisovi kopii, druhý den mu herec zavolal. Cruise role zajímala, ale byl z ní nervózní. Anderson se sešel společně s Cruisem a De Lucou, který pomohl přesvědčit herce, aby ve filmu hrál. Postava Franka T.J. Mackeye, kterou hraje ve filmu, byla zčásti založena na zvukové nahrávce, která byla zaznamenána v prostředí učňovské třídy, kde učil přítel Andersona. Na nahrávce byl rozhovor dvou mužů, kteří hovořili o ženách jako o „obsahu odpadkového koše" (anglicky talking all this trash) a citovali muže jménem Ross Jeffries, který vyučoval novou verzi kurzu Erica Webera Jak sbalit ženu (anglicky How to Pick Up Women), s využitím hypnózy, podprahových řečnických technik a NLP. Anderson přepsal pásku a četl ji spolu s Johnem C. Reillym a Chrisem Pennem (10. říjen 1965 – 24. leden 2006). Režisér pak tento dialog, spolu se svým výzkumem o Jeffriesovi a dalších guruech, zakomponoval do role Franka T.J. Mackeye a jeho semináře na téma sexu a žen. Anderson cítil, že role Cruise zajímá, protože v dokončovaném filmu Spalující touha, kde hrál roli s potlačeným charakterem, a byl schopen pak hrát postavu, která byla „bizarní a větší než sám život“ (anglicky outlandish and bigger-than-life).
Anderson napsal roli Earl Partridge pro Jasona Robardse, ale ten nebyl zpočátku schopný hrát, protože prodělal těžkou infekci. Anderson nabídl roli George C. Scottovi, který jej odmítl. Nakonec byl Robards schopný natáčení. Robards řekl o charakteru postavy: „Bylo to doslova prorocké, když jsem byl požádán, abych hrál chlapa, který odchází ze života. Bylo to tak správné, že jsem to udělal a přinesl do role to, co o tom vím." Podle Philipa Bakera Halla, bylo mnoho z role Earla Partridge, založena na osobní zkušenosti Andersona, když na rakovinu umíral jeho otec.
Anderson chtěl, aby ve filmu hrál Burt Reynolds, ale ten to odmítl.

## Hudba a soundtracky
Hlavní článek: Magnolia (soundtrack) a Magnolia (hodnocení)

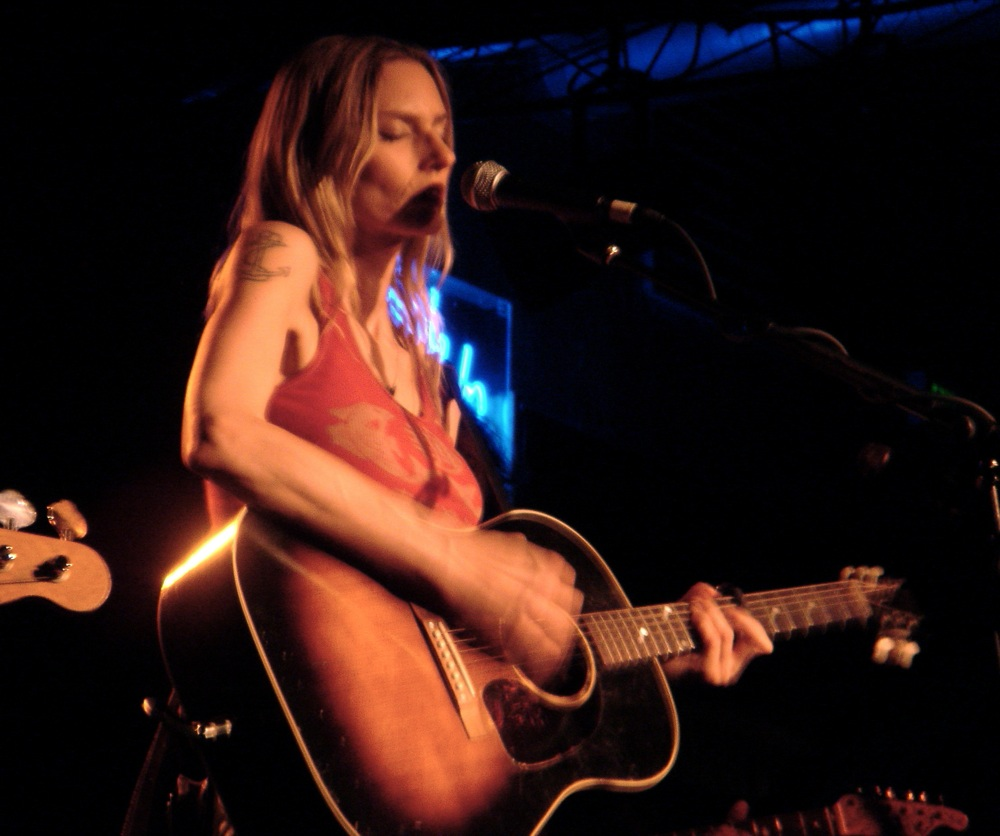
Aimee Mann, hraje na kytaru Gibson Les Paul

Anderson a Aimee Mann se poprvé setkali v roce 1996, v době, kdy Anderson požádal jejího manžela, Michaela Penna, aby napsal písně pro jeho film Gambler - Tvrdá osma (anglicky Hard Eight). Aimee Mann měla písně, které by se daly použít jako filmové soundtracky, jak řekla v rozhovoru: „že nikdy nebyly použity tímto způsobem". Aimee Mann poskytla Andersonovi seznam písní a on shledal, že se mají podobný vkus. Poslal ji scénář filmu, čímž ji povzbudil k napsaní hudby pro tento film.
Přímo pro film byly napsány dvě skladby „You Do", která byla založena na ději filmu a „Save Me", která byla závěrečnou skladbou filmu, a která byla nominována na cenu Oscar, Zlatý globus a také na Grammy. Většina ze zbývajících sedmi skladeb byly dema a rozpracované věci. Skladba „Wise Up", která je ve střední části filmu, byla původně napsána již v roce 1996 pro film Jerry Maguire. V té době nahrávací společnost odmítla vydat tuto skladbu. Píseň „One", která zazní na začátku filmu, byla vytvořena spolu s Harry Nilssonem. Track „Momentum" byl použit jako hlasitá hudba, když je Claudia sama v bytě a navštíví ji důstojník Jim Gator.
Album se soundtrackem, které v prosinci 1999 vydalo Reprise Records, obsahuje písně Aimee Mann, stejně jako skladby Jona Briona, skupiny Supertramp a zpěvačky Louisy Gabrielle Bobb. V roce 2000 vydalo Reprise Records kompletní album.

## Promítání

### Kritika
Film Magnolia byl uveden 17. prosince 1999, v sedmi kinech, tržby byly 193.604 USD. Masové promítání bylo zahájeno 7. ledna 2000, v 1 034 kinech s tržbami 5.7 miliónu USD během prvního týdne. Finální tržby byly 22.455.976 v Severní Americe a 25.995.827 USD ve zbytku světa, celkem tedy 48.451.803 USD, při rozpočtu filmu 37 milionu USD.
Film měl hodnocení 83% na Rotten Tomatoes, kde bylo 144 recenzí, s průměrným hodnocením 7.5 / 10. Konsenzus recenzentů byl: „Kritici říkají, že Magnolia je ambiciózní film, který nakonec uspěje díky zajímavým příběhům a vynikajícímu obsazení." Na Metacritic získal film průměrné skóre 77 z 100, které bylo založeno na 34 kritikách, čímž ukázal na ukazovat „obecně příznivé recenze”. USA Today hodnotily film tři a půl hvězdičky ze čtyř, a označil jej za „nedokonalejší z nejlepších filmů roku". Roger Ebert řekl pro Chicago Sun-Times, že: „Magnolia je typ filmu, na který lidé reagují instinktivně. Nechte logiku u dveří. Nečekejte utlumený vkus a zdrženlivost, ale místo čekejte toho skutečnou extázi“. Entertainment Weekly ohodnotil film známkou „B+" a ocenil výkon Toma Cruise: „Cruise jako Frank T.J. Mackey je úhledný televizní kapitalista s mocí ve svém penisu, jeho obsazením si režisér zajistil velký úspěch, hrál stejně dobře jako ve filmu Spalující touha ... Stejně dobře jako třeba John Travolta v Pulp Fiction, tato delikátně zabalená filmová hvězda byla osvobozena od všech riskantních filmů." The Independent napsal, že film je „Neomezený. A přesto se některé věci cítí neúplné, kartáčované, tangenciální. Magnolia nemá v ničem poslední slovo. Ale je to vynikající" Kenneth Turan ve své recenzi pro Los Angeles Times ocenil výkon Toma Cruise: „"Mackey dává Cruise šanci, aby se uvolnil tak, že si ze své charismatické super hvězdné osobnosti udělá nějaké vtípky." V rozhovoru pro The New York Observer Andrew Sarris uvedl: „V případě Magnolie si myslím, že pan Anderson nás vzal na okraj velké vodní plochy, aniž by se do ní vrhl. Obdivuji jeho ambice a jeho velmi výmluvné pohyby kamer, ale musím zopakovat něco, co kdysi řekl Lenin: „Nemůžete udělat omeletu, aniž byste nerozbili nějaká vejce".
Janet Maslinová ve své recenzi The New York Times napsala: „Ale když přijde ta nesprávná skupina herců, Magnolia se začne efektivně ničit. ale v později se bude říkat, že film byl zachráněn od nejhoršího, díky redukci nápadů na intimitu představení."
Philip French ve své recenzi na The Observer napsal: „Ale je to bezradný vesmír, ve kterém on (Anderson) představuje přesvědčivější optimismus pollyannaismu, než v tradičních situačních komediích? Všechny tyto životy jsou nějakým způsobem ochromené a ubohé, aby později dosáhly úrovně tragédie". Richard Schickel z časopisu Time napsal: „Výsledkem je tvrdý, spletitý film, který se nikdy nestane hladce vratným motorem, který Anderson udělal, jen aby byl (narážka na Boogie Nights)". "
Ingmar Bergman se v rozhovoru vyjádřil o filmu, jako o příkladu „síly amerického filmu”. Roger Ebert zahrnul tento film v listopadu 2008 na seznam „velkých filmů” a řekl, „Ten film je jako akt, přitahuje Vás, nemůžete z něj odtrhnout oči." Total Film Magazín jej umístil na 4 místo v seznamu 50 nejlepších filmů. V roce 2008 byl film uveden magazínem Empire, v The 500 Greatest Movies of All Time, jako 89. film. Film získal osm hlasů (pět od kritiků, tři od režisérů) v anketě Britského filmového institutu v 2012.Anderson po uvedení filmu řekl: „Opravdu to tak cítím ... že Magnolia je nejlepší, nebo nejhorší film, který jsem kdy udělal." Později však film považoval za příliš dlouhý. Když se jej zeptali z Reddit, co by nyní o filmu řekl, kdyby se mohl vrátit do doby, kdy tento film natáčel, jeho byla „Zkrátil bych to o dvacet minut." (anglicky Chill The Fuck Out and Cut Twenty Minutes).

### Ceny a vyznamenání
Film byl v roce 2000 nominována na dvě ceny Zlatý glóbus: Tom Cruise na nejlepší mužský herecký výkon ve vedlejší roli a Aimee Mann se skladbou „Save Me" na nejlepší filmovou píseň. Tom Cruise získal Zlatý glóbus. Film byl také nominován na tři ceny akademie Oscar, včetně Toma Cruise za nejlepší mužský herecký výkon ve vedlejší roli, Paula Thomase Andersona za nejlepší původní scénář a Aimee Mann se skladnou „Save Me" na nejlepší filmovou píseň. Film nevyhrál v žádné kategorii, na kterou byl nominována. Andersonův film získal Zlatého medvěda na 50. Mezinárodním filmovém festivalu v Berlíně.
Asociace Toronto Film Critics Association Awards udělila cenu za nejlepší film roku 1999 a Paul Thomas Anderson získal ocenění ocenění Nejlepší ředitel (anglicky Best Director). Jeho scénářem byl spolu se scénáři k filmům V kůži Johna Malkoviche a Americká krása ohodnocen nejlepší roku 1999. Philip Seymour Hoffman a Julianne Moore získali cenu od National Board of Review za vedlejší role herce a herečky.

#### Ceny Akademie
- Nominace, 2000: Tom Cruise, Oscar za nejlepší mužský herecký výkon ve vedlejší roli
- Nominace, 2000: Paul Thomas Anderson, Oscar za nejlepší původní scénář
- Nominace, 2000: Aimee Mann, „Save Me“, Oscar za nejlepší filmovou píseň

#### Zlatý glóbus
Nominace, 2000: Tom Cruise (Nejlepší herec ve vedlejší roli)
Nominace, 2000: Nejlepší originální píseň

#### Zlatý medvěd
Nominace, 2000: Paul Thomas Anderson (Zlatý medvěd za nejlepší film)

#### Broadcast Film Critics Association Awards
- Nominace 2000: Nejlepší film

#### Cena Grammy
- Nominace 2001: Album roku
- Nominace 2001: Nahrávka roku
- Nominace 2001: Píseň roku (Aimee Mann, „Save Me“)

#### Cena Sdružení filmových a televizních herců (SAG)
- Nominace 2000: Nejlepší výkon obsazení
- Nominace 2000: Julianne Moore, Nejlepší ženský herecký výkon ve vedlejší roli
- Nominace 2000: Tom Cruise, Nejlepší mužský herecký výkon ve vedlejší roli

#### San Sebastián IFF
- Nominace 2000: Paul Thomas Anderson (Cena FIPRESCI Film roku)

#### Florida Film Critics Circle Awards
- Nominace 1999: Nejlepší film

- Nominace 1999: Nejlepší obsazení

#### Guldbaggen
- Nominace 2000: Paul Thomas Anderson (zahraniční film)

#### AFI's 100 Years...100 Movies
- V roce 2004 nominoval Americký filmový institut píseň „Save Me“ do žebříčku AFI 100 let ... 100 Songů.[49]

## Námět
Eseje, které byly napsány o filmu Magnolia, jsou na téma lítost; osamělost, výčitky rodičům za zpackané vztahy, zejména ze strany otců, kteří „zničili“ své děti. týrání dětí a jeho trvalé následky. Ve filmu jde o sexuální napadení Claudie Jimmym.

### Bible: Deset ran egyptských a Exodus
Další informace: Déšť žab
Na konci filmu padají z oblohy žáby. V celém filmu jsou odkazy Bibli, knihu Exodus, kapitola 8:2:
- Anglicky: „And if thou refuse to let them go, behold, I will smite all thy borders with frogs."[58]
- Česky „A když Áron napřáhl ruku k egyptským vodám, vylezly z nich žáby a pokryly celou egyptskou zem."[59]

Námětem filmu byly nevysvětlitelné událostí, které pocházejí z 20. a 30. let 20. století, z díla Charles Fort. Ním byl inspirován Loren L. Coleman (12. červenec 1947) v roce 2001, když napsal dílo Mysterious America: The Revised Edition (česky Tajemná Amerika: Revidované vydání), které obsahuje kapitolu nazvanou „Teleporting Animals and Magnolia" (česky Teleportace zvířat a Magnolie). Ve filmu je záběr na jednu Fortovu kniha na stole v knihovně, a v závěrečných titulcích je věnováno poděkování Charlesi Fortovi.
V celém filmu je jediná postava, která není překvapena deštěm žab, tou je Stanley. Klidně sleduje událost a říká: „To se stává. To je něco, co se stává." (anglicky "This happens. This is something that happens."). To vedlo často ke spekulacím, že Stanley je prorokem, alegorie k Mojžíšovi, a že „otroctví“, na které film naráží, je vykořisťování, zneužívání dětí dospělými. Téma „problémových otců" se prolíná celým filmem, zejména v postavách Claudie, Franka, Donnie, Stanleyho a Dixona, které jsou postaveny do role dětí zneužívaných a zanedbaných ve výchově.

## Domácí media
DVD vydání obsahuje dokumentární film složený ze záběrů ze zákulisí a z průběhu natáčení. Dokument byl nazván That Moment. Využívá přístup typu fly-on-the-wall, který pokrývá téměř všechny aspekty výroby, od řízení výroby a plánování až po hudbu a speciální efekty. Dokumentární film za zákulisí je hloubkovým pohledem práci Andersona. Před-promítání bylo využito již u filmu Televizní společnost (anglicky Network, 1976) a Obyčejní lidé (anglicky Ordinary People, 1980). Několik scén ukázalo, že Anderson byl v rozporu s dětskými herci a pracovními zákony, které omezují jejich pracovní dobu. Charakter Dixona v již natočených scénách neodpovídal dle Andersonových reakcí jeho představě. Tyto scény byly z filmu zcela vystřiženy a nikdy nebyly uvedeny ani na DVD.

## Zajímavosti
- První verzi scénáře napsal Paul Thomas Anderson, v průběhu prázdninového pobytu u přítele Williama H. Macyho, ve Vermontu, během dvou týdnů.[67] Také navrhl plakát k filmu a sestříhal trailer.[10]
- Herec George C. Scott odmítl roli Earla Partridgea, když po přečtení scénáře opakoval, že je to to nejhorší, co v poslední době vůbec četl.[67]
- Jako první byla vymyšlena postava Claudie, kterou ztvárnila Melora Walters.[67]
- Natáčení probíhalo v Renu (Nevada), Los Angeles (Kalifornie) a u Velkého Medvědího Jezera (Kalifornie).[67] Natáčení trvalo 90 dní.[10]
- Celosvětová premiéra filmu byla 17. prosince 1999, v kině ve Westwoodu (Kalifornie).[10] Před oficiálním uvedením do kin v ČR proběhla premiéra na 35. Mezinárodním filmovém festivalu Karlovy Vary, 6. července 2000.[10]

- Phil Parma (Philip Seymour Hoffman) měl ve filmu hodinky značky Casio typ W-728.[10][68]Jeho příjmení Parma, bylo odvozeno od řeckého fármako (řecky φάρμακο), tedy léčivo.[10]
- Ve filmu dvě postavy umírají na rakovinu. Květy magnólie obsahují látku, která údajně pomáhá zastavit růst nádorů. V Japonsku je čaj z květů magnólie oblíbeným prostředkem proti stresu.[10]
- Magnolia byl jeden z posledních filmů Jasona Robardse, který si ve filmu zahrál umírající postavu.[67]

- Muž, který zabaví divákovi transparent s nápisem „Exodus 8:2“ chvíli po začátku soutěže, byl sám režisér Paul Thomas Anderson.[10]
- Muž, který byl zastřelen, když chtěl spáchat sebevraždu skokem z domu, byl paradoxně zastřelen svou matkou, která mířila na svého manžela, ale minula a trefila syna, když právě padal ze střechy kolem jejich okna. Tento případ byl dlouho používán v kriminalistice jako příklad kauzality.[10]
- Příběh potápěče, který spadne z letadla, byl jednou z amerických legend, a byl použit například v seriálu Kriminálka Las Vegas (28. díl: Samá voda, přihořívá, anglicky Scuba Doobie-Doo, v 2. řadě, 5. díl, premiéra v USA 25. října 2001, v ČR 11. prosince 2005).[10]
- Claudie šňupe kokain z obalu CD „I'm with stupid“ od Aimee Mann.[10]
- Chlapec, který na začátku filmu rapuje byl Dixon, jeho jméno nikdy nebude ve filmu vyřčeno.[10]
- Pokaždé, když Donnie (William H. Macy) sedí v autě, v rádiu hraje stejná píseň. Konkrétně se jedná o skladbu „Dreams“ od anglické zpěvačky Gabrielle.[10]
- Ve filmu bylo použito 7900 umělých žab.[67]
- Slovo „fuck“ je v tomto filmu použito 190krát.[67]
- V každém obývacím pokoji visí na zdi obraz s květinou.[10]
- 13 herců z tohoto filmu, hrálo také v předchozím Andersonově filmu, Hříšné noci (anglicky Boogie Nights, 1997). Byli to: Julianne Moore, Philip Baker Hall, Philip Seymour Hoffman, William H. Macy, John C. Reilly, Melora Walters, Luis Guzmán, Thomas Jane, Alfred Molina, Ricky Jay, Robert Downey Sr., Allan Graf a Veronica Hart.[10]
- Paul Thomas Anderson chtěl do blíže neurčené obsadit Burta Reynoldse. Během propagačního turné k filmu Hříšné noci se dostali do konfliktu a Reynolds roli odmítl.[10]
- Stránky seduceanddestroy.com a wdkk.com, které byly zmíněny ve filmu, byly skutečně registrovány a přímo odkazovaly na oficiální web tohoto filmu.[67]
- Ve scéně, okolo 12. minuty, kdy jede Jim Kurring (John C. Reilly) policejním autem, jde v odrazu z brýlí vidět že auto neřídí, ale že je auto na tažném vozidlu.[69]